# Jura cracovien
Le haut plateau de Cracovie-Częstochowa, Jura cracovien ou Jura polonais, en polonais Wyżyna Krakowsko-Częstochowska, s'étend sur une bande d'environ 80 km de long entre Cracovie, au sud, et Częstochowa, au nord. Il a une superficie d'environ 2 615 km2 et son altitude moyenne est de 450 mètres. C'est un milieu physique original, unique en Pologne, par ses hautes buttes calcaires du secteur d'Ogrodzieniec, le canyon de Prądnik et ses grottes. C'est aussi un ensemble de sites historiques protégés dans le cadre de parcs nationaux.
Situé entre la haute vallée de la Vistule et celle de la Warta, le plateau, en grande partie forestier, présente un paysage karstique parcouru par des eaux souterraines, avec de nombreuses grottes. Ses calcaires du Jurassique supérieur dominent les roches plus tendres du Jurassique moyen et du Lias et forment une cuesta dont le front est tourné vers le massif ancien de Silésie.
Au sud du plateau, le parc national d'Ojców, créé en 1956, recèle près de 400 grottes et cavernes naturelles et d'autres formations rocheuses.
Le Jura polonais est traversé par la chaîne des châteaux-forts appelés Nids d'aigle (Orle gniazda). Ce système de fortifications médiévales fut érigé au XIVe siècle sous le règne de Casimir le Grand (1333-1370).

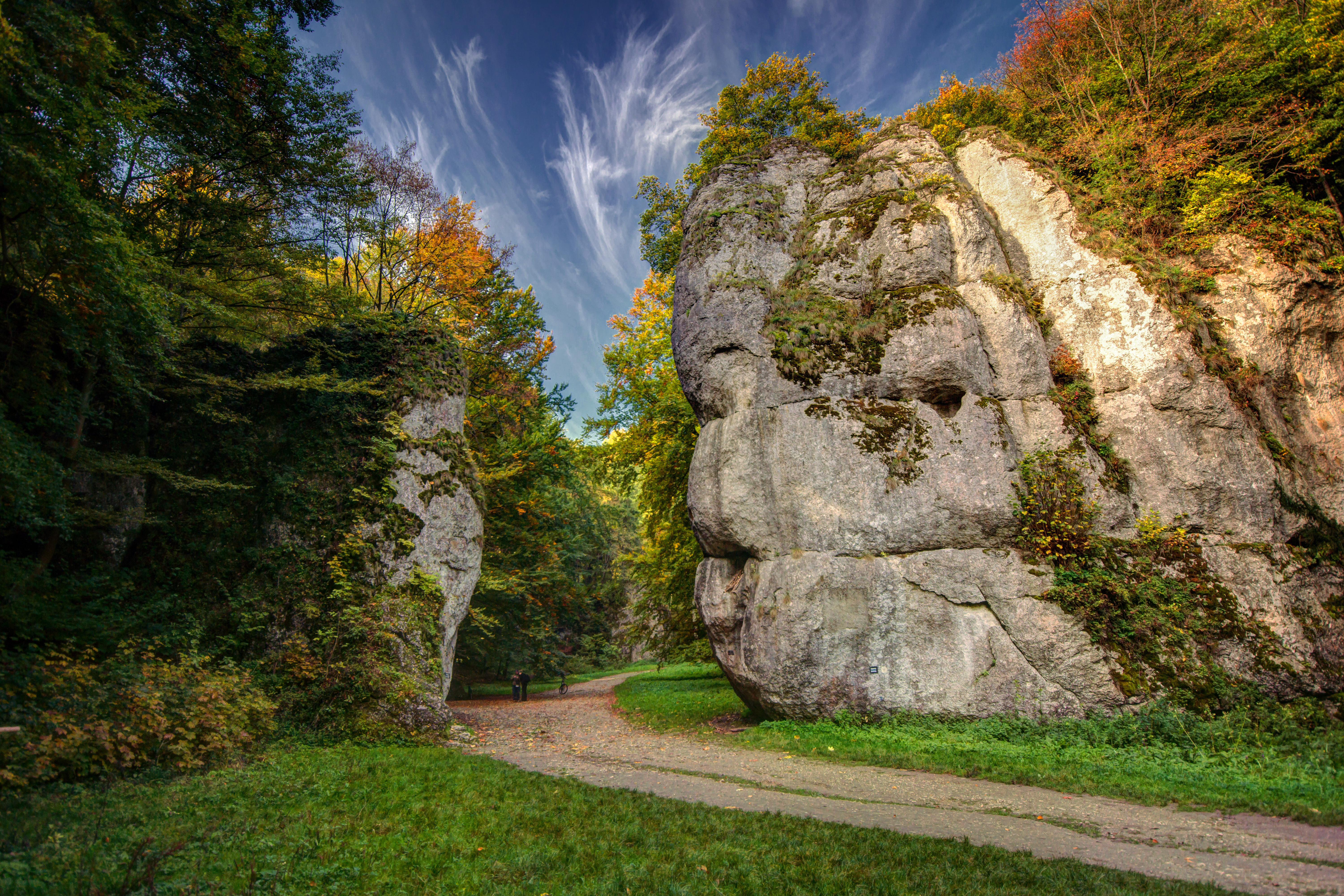
« Porte » de Cracovie.
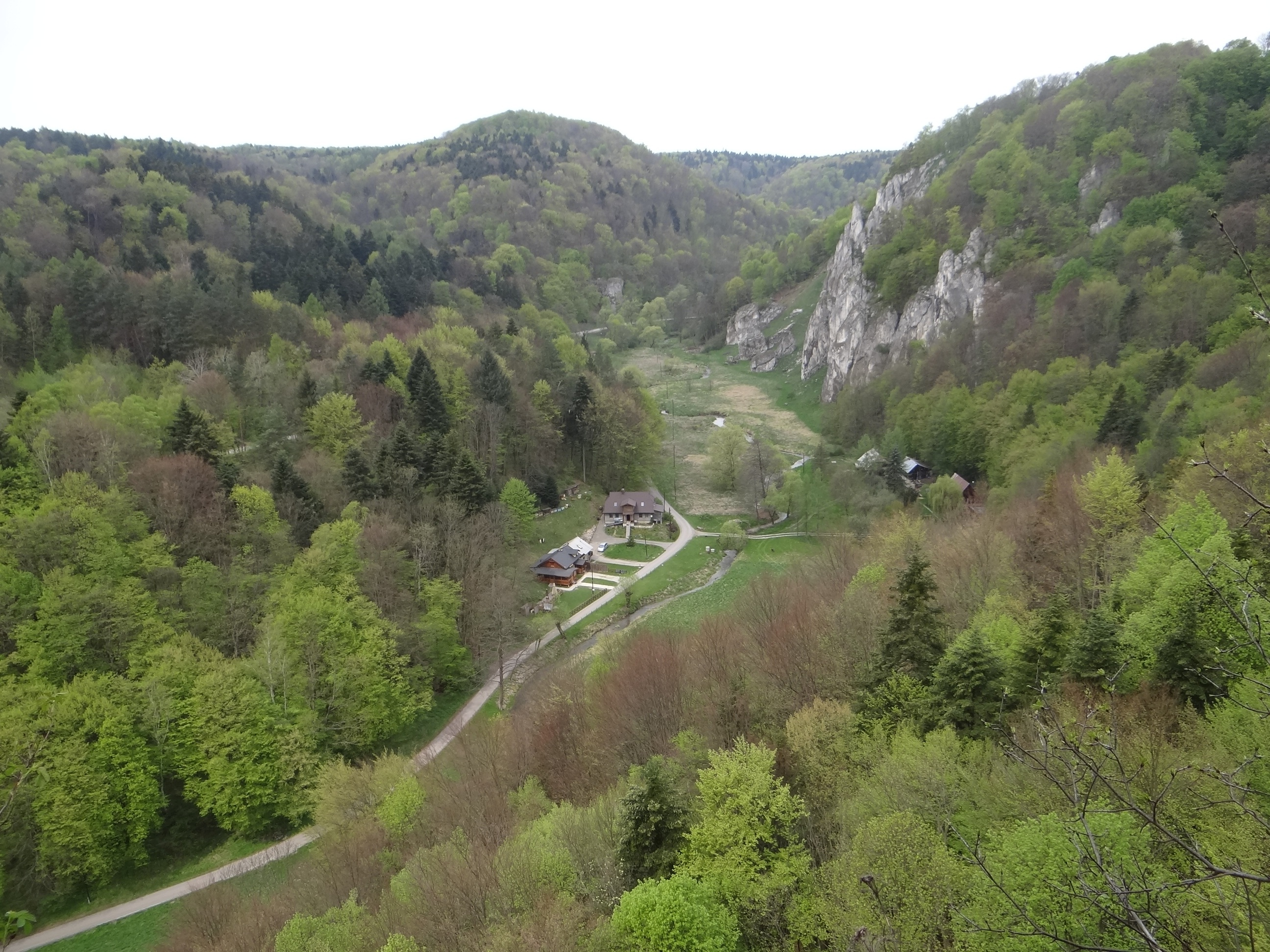
Canyon de Prądnik.
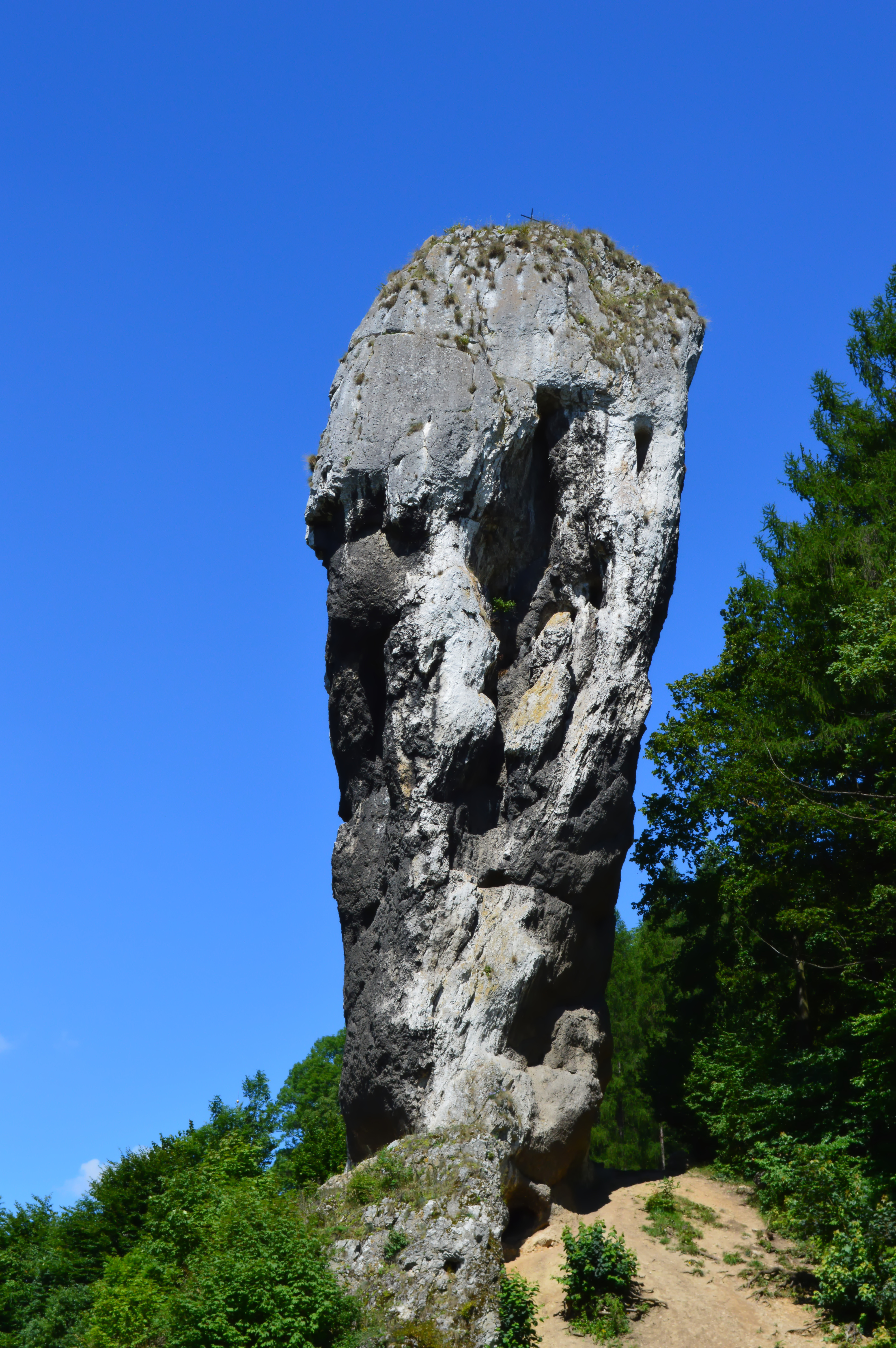
Massue d'Hercule.
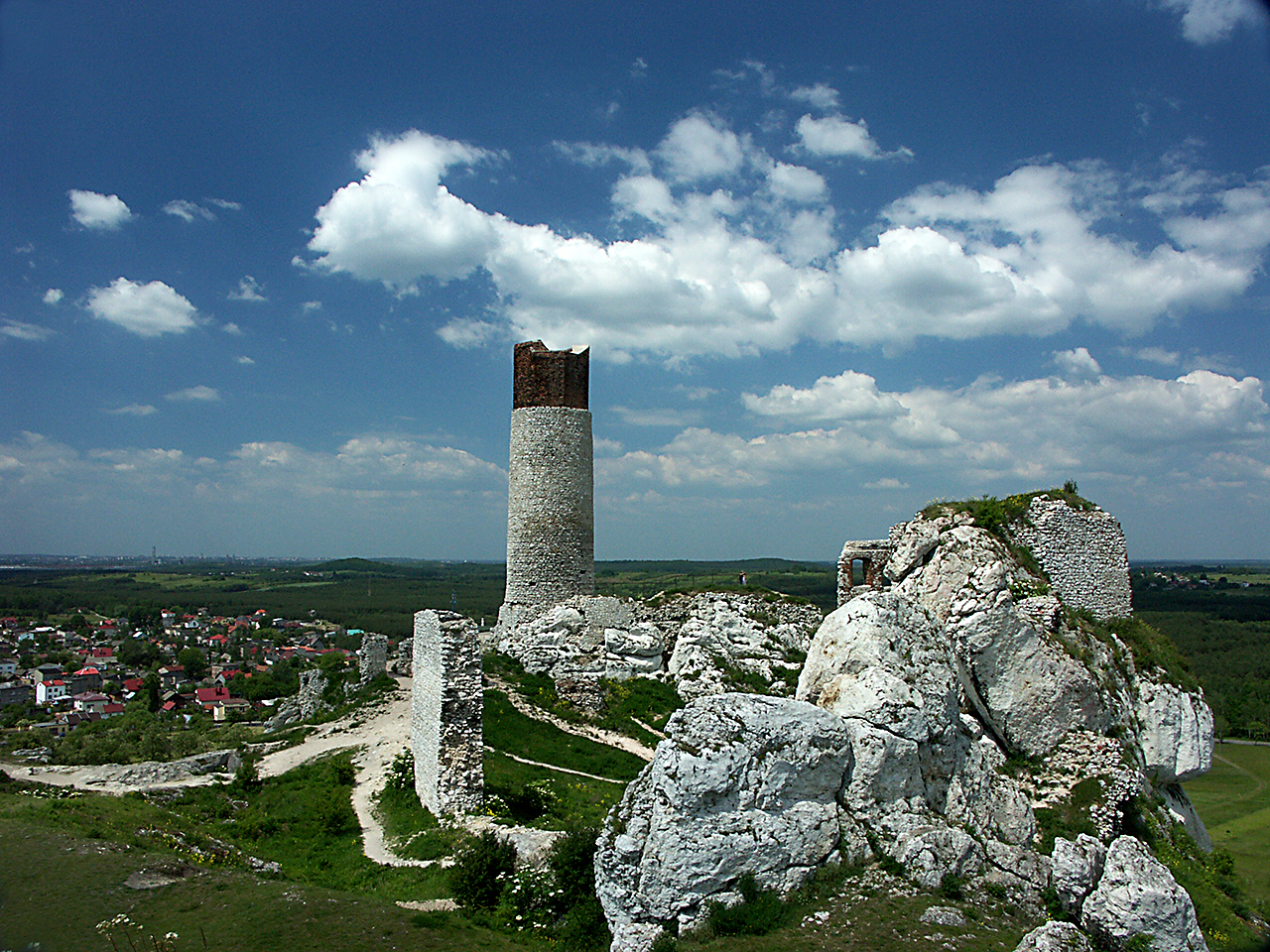
Ruines du château d'Olsztyn.
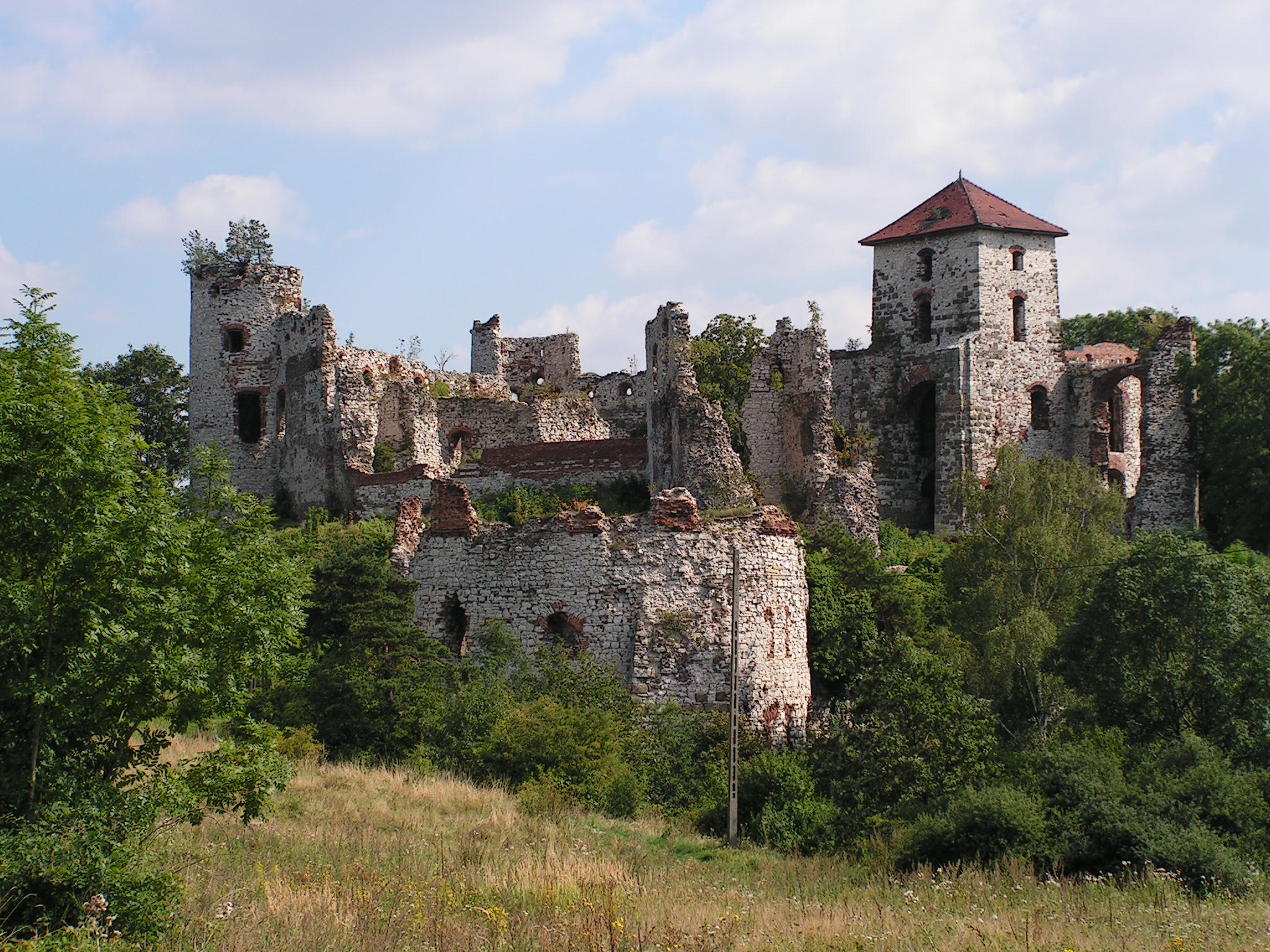
Château de Tenczyn.
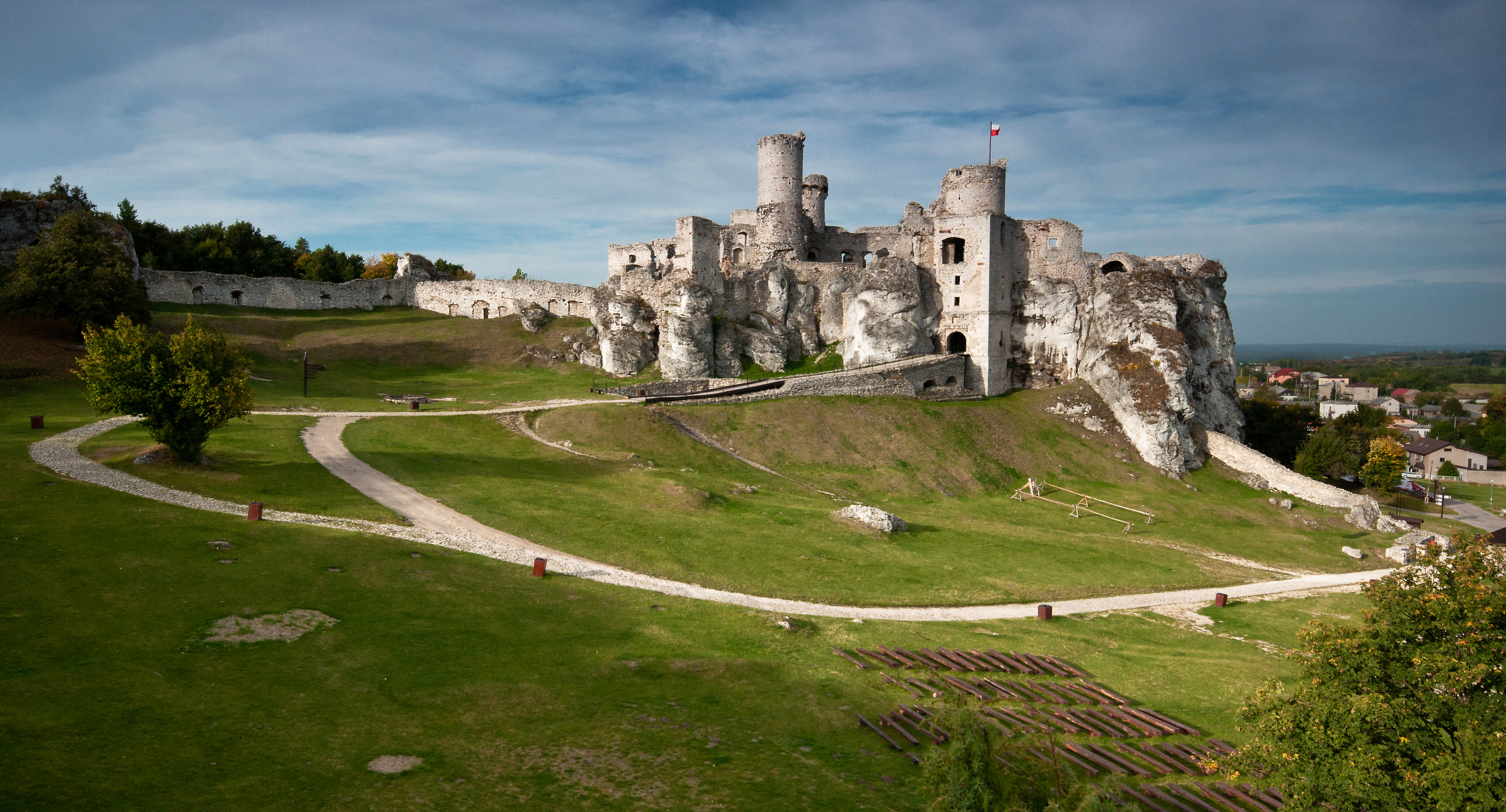
Ruines du château Ogrodzieniec.